# Rạch Kiến
Rạch Kiến là một xã thuộc tỉnh Tây Ninh, Việt Nam.

## Địa lý
Xã Rạch Kiến có vị trí địa lý:
- Phía đông giáp xã Mỹ Lộc.
- Phía tây giáp xã Mỹ Yên và xã Long Cang.
- Phía nam giáp xã Mỹ Lệ.
- Phía bắc giáp xã Phước Lý.

Xã Rạch Kiến có diện tích tự nhiên là 24,53 km², quy mô dân số năm 2025 là 38.795 người.

## Hành chính
Xã được chia thành 17 ấp: 1,2,3,4,5,6,7,8,9,10, Cầu Tràm, Cầu Xây, Long Thanh, Phước Vĩnh, Đồng Tâm, Xoài Đôi, Minh Thiện.

## Lịch sử

### Năm 1975
- Sau ngày 30 tháng 4 năm 1975, các xã Long Hòa, Long Khê và Long Trạch thuộc huyện Cần Đước, tỉnh Long An.

### Năm 2025
- Ngày 12 tháng 6 năm 2025, Quốc hội khóa XV ban hành Nghị quyết số 202/2025/QH15 về việc sắp xếp đơn vị hành chính cấp tỉnh[5]. Theo đó, sắp xếp toàn bộ diện tích tự nhiên, quy mô dân số của tỉnh Long An và tỉnh Tây Ninh thành tỉnh mới có tên gọi là tỉnh Tây Ninh.

- Ngày 16 tháng 6 năm 2025, Ủy ban Thường vụ Quốc hội khóa XV ban hành Nghị quyết số 1682/NQ-UBTVQH15 về việc sắp xếp các đơn vị hành chính cấp xã của tỉnh Tây Ninh năm 2025[6]. Theo đó, sắp xếp toàn bộ diện tích tự nhiên, quy mô dân số của các xã Long Trạch, Long Khê và Long Hòa [huyện Cần Đước] thành xã mới có tên gọi là xã Rạch Kiến.

## Tên gọi
Xem thêm: Rạch Kiến (quận)